# Goldkröte
Die Goldkröte (Incilius periglenes) war ein kleiner mittelamerikanischer Froschlurch, der heute der Gattung Incilius innerhalb der Familie der Kröten (Bufonidae) zugeordnet wird. In früheren Systematiken war die Art Teil der Gattung Echte Kröten (Bufo). Die erst Mitte der 1960er-Jahre entdeckte Spezies gilt heute als ausgestorben.

## Merkmale
Die Tiere wiesen für Kröten typische Kennzeichen wie beispielsweise Ohrdrüsen, waagerechte Pupillen, eine warzige Haut und relativ kurze Hinterbeine auf (siehe auch: Echte Kröten). Die Männchen erreichten eine Körperlänge von maximal 48 Millimetern, die Weibchen wurden mit bis zu 56 Millimetern etwas größer. Auch bei der Färbung herrschte ein deutlicher Geschlechtsdimorphismus: Während die Männchen am ganzen Körper leuchtend gelborange waren, wiesen die Weibchen eine schwarz-gelbe Färbung mit scharlachroten, gelb umrandeten Flecken auf. Jungtiere ließen sich dagegen äußerlich noch nicht nach Geschlechtern unterscheiden.

## Fortpflanzung
Die Laichphase der Art lag im Zeitraum von April bis Juni (Starkregenzeit). Die erwachsenen Tiere suchten temporäre Tümpel und Pfützen auf. Die Goldkröte wird ökologisch als „Explosivlaicher“ eingeordnet. Solche Arten treffen innerhalb einer kurzen Zeitspanne des Jahres an einem Ort (dem Laichgewässer) zusammen, um dann gemeinsam synchron die Reproduktion durchzuführen (vergleiche z. B. Erdkröte, Grasfrosch). Die Balzrufe der Goldkröten-Männchen waren dabei nur sehr leise – es wird angenommen, dass für die Paarbildung visuelle Reize, also die grelle Färbung, wichtiger waren als akustische Signale. Die Männchen waren offensichtlich deutlich in der Überzahl: So wurde einmal ein Geschlechterverhältnis von 8:1 zugunsten der männlichen Individuen festgestellt. Da die brünstigen Tiere einen starken Klammerreflex hatten, wie dies für männliche Froschlurche zur Paarungszeit typisch ist, konnten leicht „Knäuel“ von bis zu zehn Männchen entstehen, die sich gegenseitig zu umklammern versuchten. (Dieses Phänomen kann man auch häufig in Laichgesellschaften der Erdkröte beobachten.) Gelang schließlich eine Paarung zwischen einem Männchen und einem der wenigen Weibchen, so legte dieses etwa 200 bis 400 Eier (in Form von Laichschnüren) ab. Die sich daraus entwickelnden Kaulquappen benötigten etwa fünf Wochen bis zur Metamorphose zum Landtier.

## Sonstige Lebensweise und Verbreitung

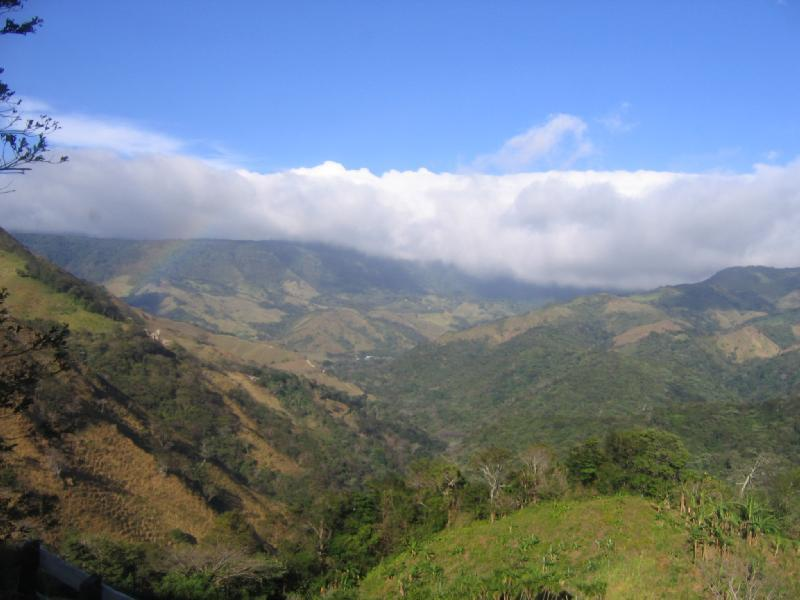
Monte-Verde-Gebiet in Costa Rica

Über die Ernährungsgewohnheiten und die Aktivitäten außerhalb der Laichzeit weiß man recht wenig. Es liegt nahe, anzunehmen, dass sich Goldkröten von Insekten und anderen kleinen Wirbellosen ernährten.
Vorkommen waren ausschließlich aus einem nur wenige Quadratkilometer kleinen Gebiet im dauernassen Bergnebelwald im Norden Zentral-Costa Ricas bekannt. Die Existenz der Art dort – auf einer Höhe von 2000 bis 2100 m – war erst Mitte der 1960er-Jahre unter anderem durch den Zoologen J.M. Savage nachgewiesen worden. Das Areal wird seitdem als Biologisches Reservat Monteverde geschützt. Die Deutsche Gesellschaft für Herpetologie und Terrarienkunde (DGHT) kaufte dort aus Mitgliedsspenden sogar ein Gelände an, um den Schutz zu gewährleisten.

## Ursachen für das Aussterben
Die IUCN führt die Goldkröte auf der internationalen Roten Liste inzwischen als extinct (ausgestorben), nachdem zuletzt 1989 ein Einzelfund der Art gelang. Die Gründe für das Verschwinden sind nicht geklärt. Möglicher Faktor ist das extrem kleine Verbreitungsgebiet, welches die Wahrscheinlichkeit des Aussterbens einer Population, in diesem Fall gleich der ganzen Spezies, durch äußere Einflüsse erheblich erhöht. Auch die Fortpflanzungsbiologie der Goldkröte, vor allem die kurze Laichzeit, machte die Art anfällig. Wenn es in dieser Phase zu allzu heftigen Starkregen-Ereignissen kam, konnten die Larven aus den Laichgewässern gespült und an Land verdriftet werden. Waren die Niederschläge dagegen zu gering, trockneten die Gewässer vorzeitig aus. Ein solches Jahr war 1987, als ein Großteil der Kaulquappen wegen der Trockenheit nicht zur Metamorphose gelangte. Manche Beobachter nehmen an, dass hierbei die globale Erwärmung durch Veränderungen der Witterungsbedingungen in der Region eine Rolle spielt. So soll die Entwicklung von Nebel, der als Feuchtigkeitsspender des Gebietes fungiert, seit einiger Zeit deutlich beeinträchtigt sein, da durch den Temperaturanstieg das Kondensationsniveau nach oben verlagert wurde. Andere nennen Abholzungen des Waldes rund um das Reservat als Einflussfaktor für das Verschwinden der Goldkröte.
In den letzten Jahren sind auch weitere Froschlurcharten in dem Gebiet und in anderen Teilen Mittel- und Südamerikas selten geworden oder schlagartig ganz verschwunden (vergleiche beispielsweise: Stummelfußfrösche oder auch Ecnomiohyla rabborum). Darüber hinaus wird unter dem Stichwort „Amphibian Decline“ bereits von einem weltweiten Sterben vieler Amphibien gesprochen, wobei dieses sicher nicht auf eine einzelne Ursache, sondern auf ein Zusammenwirken verschiedener Faktoren zurückzuführen ist. Dazu gehören Landschaftseingriffe des Menschen von der Beeinträchtigung und Zerstörung von Biotopen, über den Einsatz von Pestiziden bis hin zum anthropogen mit verursachten Klimawandel. Aber auch Krankheiten und Parasiten – deren Ausbreitung letztlich aber wiederum durch menschengemachte Umweltveränderungen begünstigt wird – werden für das globale Amphibiensterben verantwortlich gemacht (vergleiche: Chytridpilz, Chytridiomykose). Die Goldkröte ist zu einem Symbol dieser Entwicklung geworden.